# Cachoeira das Andorinhas (Iramaia)
A Cachoeira das Andorinhas  é uma queda d'água localizada no leito do rio Una, no distrito de Novo Acre da cidade brasileira de Iramaia, Chapada Diamantina, região central da Bahia.
A cascata forma alguns buracos, um dos quais no formato de coração, razão pela qual é chamada de "coração da cachoeira". O local apresenta riscos, e um guia turístico ali veio a perder a vida, em 2020.
Está situada na Serra do Sincorá, sendo um dos atrativos da cidade de Iramaia junto a outras existentes no povoado de Raposa.